# Lijst van Cyrtaucheniidae
De lijst van Cyrtaucheniidae bevat alle wetenschappelijk beschreven soorten spinnen uit de familie van de Cyrtaucheniidae.

## Acontius
Acontius Karsch, 1879
- Acontius aculeatus (Simon, 1903)
- Acontius africanus (Simon, 1889)
- Acontius australis (Simon, 1886)
- Acontius hartmanni Karsch, 1879
- Acontius humiliceps (Simon, 1907)
- Acontius lamottei (Dresco, 1972)
- Acontius lawrencei (Roewer, 1953)
- Acontius lesserti (Roewer, 1953)
- Acontius machadoi (Lessert, 1938)
- Acontius stercoricola (Denis, 1955)

## Ancylotrypa
Ancylotrypa Simon, 1889
- Ancylotrypa angulata Roewer, 1953
- Ancylotrypa atra Strand, 1906
- Ancylotrypa barbertoni (Hewitt, 1913)
- Ancylotrypa bicornuta Strand, 1906
- Ancylotrypa brevicornis (Hewitt, 1919)
- Ancylotrypa brevipalpis (Hewitt, 1916)
- Ancylotrypa brevipes (Karsch, 1879)
- Ancylotrypa breyeri (Hewitt, 1919)
- Ancylotrypa bulcocki (Hewitt, 1916)
- Ancylotrypa coloniae (Pocock, 1902)
- Ancylotrypa cornuta Purcell, 1904
- Ancylotrypa decorata (Lessert, 1938)
- Ancylotrypa dentata (Purcell, 1903)
- Ancylotrypa dreyeri (Hewitt, 1915)
- Ancylotrypa elongata Purcell, 1908
- Ancylotrypa fasciata Fage, 1936
- Ancylotrypa flaviceps (Pocock, 1898)
- Ancylotrypa flavidofusula (Hewitt, 1915)
- Ancylotrypa fodiens (Thorell, 1899)
- Ancylotrypa fossor Simon, 1889
- Ancylotrypa granulata (Hewitt, 1935)
- Ancylotrypa kankundana Roewer, 1953
- Ancylotrypa kateka (Roewer, 1953)
- Ancylotrypa lateralis (Purcell, 1902)
- Ancylotrypa magnisigillata (Hewitt, 1914)
- Ancylotrypa namaquensis (Purcell, 1908)
- Ancylotrypa nigriceps (Purcell, 1902)
- Ancylotrypa nuda (Hewitt, 1916)
- Ancylotrypa nudipes (Hewitt, 1923)
- Ancylotrypa oneili (Purcell, 1902)
- Ancylotrypa pallidipes (Purcell, 1904)
- Ancylotrypa parva (Hewitt, 1916)
- Ancylotrypa pretoriae (Hewitt, 1913)
- Ancylotrypa pusilla Purcell, 1903
- Ancylotrypa rufescens (Hewitt, 1916)
- Ancylotrypa schultzei (Purcell, 1908)
- Ancylotrypa sororum (Hewitt, 1916)
- Ancylotrypa spinosa Simon, 1889
- Ancylotrypa tookei (Hewitt, 1919)
- Ancylotrypa tuckeri Roewer, 1953
- Ancylotrypa vryheidensis (Hewitt, 1915)
- Ancylotrypa zebra (Simon, 1892)
- Ancylotrypa zeltneri (Simon, 1904)
- Ancylotrypa zuluensis (Lawrence, 1937)

## Anemesia
Anemesia Pocock, 1895
- Anemesia birulai (Spassky, 1937)
- Anemesia incana Zonstein, 2001
- Anemesia karatauvi (Andreeva, 1968)
- Anemesia tubifex (Pocock, 1889)

## Angka
Angka Raven & Schwendinger, 1995
- Angka hexops Raven & Schwendinger, 1995

## Apomastus
Apomastus Bond & Opell, 2002
- Apomastus kristenae Bond, 2004
- Apomastus schlingeri Bond & Opell, 2002

## Aptostichus
Aptostichus Simon, 1891
- Aptostichus angelinajolieae Bond, 2008
- Aptostichus atomarius Simon, 1891
- Aptostichus hesperus (Chamberlin, 1919)
- Aptostichus miwok Bond, 2008
- Aptostichus simus Chamberlin, 1917
- Aptostichus stanfordianus Smith, 1908
- Aptostichus stephencolberti Bond, 2008

## Bolostromoides
Bolostromoides Schiapelli & Gerschman, 1945
- Bolostromoides summorum Schiapelli & Gerschman, 1945

## Bolostromus
Bolostromus Ausserer, 1875
- Bolostromus fauna (Simon, 1889)
- Bolostromus gaujoni (Simon, 1889)
- Bolostromus holguinensis Rudloff, 1996
- Bolostromus insularis (Simon, 1891)
- Bolostromus panamanus (Petrunkevitch, 1925)
- Bolostromus pulchripes (Simon, 1889)
- Bolostromus riveti Simon, 1903
- Bolostromus suspectus O. P.-Cambridge, 1911
- Bolostromus venustus Ausserer, 1875

## Cyrtauchenius
Cyrtauchenius Thorell, 1869
- Cyrtauchenius artifex (Simon, 1889)
- Cyrtauchenius bedeli Simon, 1881
- Cyrtauchenius bicolor (Simon, 1889)
- Cyrtauchenius castaneiceps (Simon, 1889)
- Cyrtauchenius dayensis Simon, 1881
- Cyrtauchenius doleschalli Ausserer, 1871
- Cyrtauchenius inops (Simon, 1889)
- Cyrtauchenius latastei Simon, 1881
- Cyrtauchenius longipalpus (Denis, 1945)
- Cyrtauchenius luridus Simon, 1881
- Cyrtauchenius maculatus (Simon, 1889)
- Cyrtauchenius obscurus Ausserer, 1871
- Cyrtauchenius structor (Simon, 1889)
- Cyrtauchenius talpa Simon, 1891
- Cyrtauchenius terricola (Lucas, 1846)
- Cyrtauchenius vittatus Simon, 1881
- Cyrtauchenius walckenaeri (Lucas, 1846)

## Entychides
Entychides Simon, 1888
- Entychides arizonicus Gertsch & Wallace, 1936
- Entychides aurantiacus Simon, 1888
- Entychides dugesi Simon, 1888
- Entychides guadalupensis Simon, 1888

## Eucteniza
Eucteniza Ausserer, 1875
- Eucteniza atoyacensis Bond & Opell, 2002
- Eucteniza mexicana Ausserer, 1875
- Eucteniza relata (O. P.-Cambridge, 1895)
- Eucteniza rex (Chamberlin, 1940)
- Eucteniza stolida (Gertsch & Mulaik, 1940)

## Fufius
Fufius Simon, 1888
- Fufius albovittatus (Simon, 1891)
- Fufius annulipes (Mello-Leitão, 1941)
- Fufius antillensis (F. O. P.-Cambridge, 1898)
- Fufius atramentarius Simon, 1888
- Fufius auricomus (Simon, 1891)
- Fufius ecuadorensis (Simon, 1892)
- Fufius funebris Vellard, 1924
- Fufius lanicius (Simon, 1892)
- Fufius lucasi Guadanucci & Indicatti, 2004

## Homostola
Homostola Simon, 1892
- Homostola abernethyi (Purcell, 1903)
- Homostola pardalina (Hewitt, 1913)
- Homostola reticulata (Purcell, 1902)
- Homostola vulpecula Simon, 1892
- Homostola zebrina Purcell, 1902

## Kiama
Kiama Main & Mascord, 1969
- Kiama lachrymoides Main & Mascord, 1969

## Myrmekiaphila
Myrmekiaphila Atkinson, 1886
- Myrmekiaphila comstocki Bishop & Crosby, 1926
- Myrmekiaphila coreyi Bond & Platnick, 2007
- Myrmekiaphila flavipes (Petrunkevitch, 1925)
- Myrmekiaphila fluviatilis (Hentz, 1850)
- Myrmekiaphila foliata Atkinson, 1886
- Myrmekiaphila howelli Bond & Platnick, 2007
- Myrmekiaphila jenkensi Bond & Platnick, 2007
- Myrmekiaphila millerae Bond & Platnick, 2007
- Myrmekiaphila minuta Bond & Platnick, 2007
- Myrmekiaphila neilyoungi Bond & Platnick, 2007
- Myrmekiaphila tigris Bond et al., 2012[1]
- Myrmekiaphila torreya Gertsch & Wallace, 1936

## Neoapachella
Neoapachella Bond & Opell, 2002
- Neoapachella rothi Bond & Opell, 2002

## Promyrmekiaphila
Promyrmekiaphila Schenkel, 1950
- Promyrmekiaphila clathrata (Simon, 1891)
- Promyrmekiaphila winnemem Stockman & Bond, 2008

## Rhytidicolus
Rhytidicolus Simon, 1889
- Rhytidicolus structor Simon, 1889